# تشارلز ماكغي تيسون
تشارلز ماكغي تيسون (بالإنجليزية: Charles McGhee Tyson)‏ هو طيار بحري في الولايات المتحدة ‏ أمريكي، ولد في 1889 في كليفتون سبرينغز في الولايات المتحدة، وتوفي في 1918 في بحر الشمال.